# アリエル・マストフ
アリエル・マストフ（Ariel Mastov ヘブライ語:אריאל מסתוב）は、イスラエル（ユダヤ系イスラエル人）のキックボクサー、空手家。レジェンド・ジム所属。

## 来歴
ウズベク・ソビエト社会主義共和国に生まれ、その後イスラエルのアシュドッドへ移住（アリーヤー）する。彼はもともとは空手家で、1999年にはWPKA（講武館）イスラエルヘビー級王座を獲得、更に、2000年から2002年にかけて、WPKAの日本ヘビー級チャンピオンの座にあった。
2003年にアメリカのロサンゼルスへ移住。そこにあったレジェンド・ジムの門を叩き、キックボクシングに励む。
2006年にK-1に初参戦。8月12日にマイケル・マクドナルドと対戦するも判定負け。しかし、2007年8月11日にピーター・ボンドラチェックと対戦した際には回し蹴りでKO勝利を収め、観客から大喝采を浴びた。
2008年9月12日、スロバキアで行われたK-1の大会でフレディ・ケマイヨにドクターストップによりTKO負け。
2013年1月現在はハワイを拠点としている（本人のFacebookページより）。

## イスラエルの格闘技事情
イスラエル国内では、宗教上（ユダヤ教)の理由などからボクシングなどの格闘技、あるいはプロレスの興行は行われていない。このため、イスラエル人が格闘技やプロレスを習いたい場合はイスラエル国外に拠点を置く必要があるのが現状である。よって、イスラエル人の格闘家の絶対数は少なく、2011年4月現在、格闘家として存在が確認されているのは、マストフと2007年にDynamite!! USAに参戦したイド・パリエンテと言う総合格闘家のみである（イスラエル国籍を持たない諸外国のユダヤ系の人物についてはこの限りではない）。

## 戦績
| キックボクシング 戦績 | キックボクシング 戦績 | キックボクシング 戦績 | キックボクシング 戦績 | キックボクシング 戦績 | キックボクシング 戦績 | キックボクシング 戦績 |
| --------------------- | --------------------- | --------------------- | --------------------- | --------------------- | --------------------- | --------------------- |
| 13 試合               | (T)KO                 | 判定                  | その他                | 引き分け              | 無効試合              |                       |
| 11 勝                 | 7                     | 4                     |                       | 0                     | 0                     |                       |
| 2 敗                  | 1                     | 1                     |                       | 0                     | 0                     |                       |

| 勝敗 | 対戦相手                           | 試合結果                   | 大会名                           | 開催年月日     |
| ×    | フレディ・ケマイヨ                 | 1R TKO（ドクターストップ） | K-1 Slovakia 2008                | 2008年9月12日  |
| ○    | ピーター・ボンドラチェック         | 3R 1:52 KO（回し蹴り）     | K-1 WORLD GP 2007 IN LAS VEGAS   | 2007年8月11日  |
| ×    | マイケル・マクドナルド             | 3R終了 判定0-3             | K-1 WORLD GP 2006 IN LAS VEGAS   | 2006年8月12日  |
| ○    | ハセガワ・シンイチ（漢字表記不明） | 3R終了 判定                | 第18回WPKA空手チャンピオンシップ | 2003年4月27日  |
| ○    | ジョン・ディクソン                 | 1R KO（パンチ）            | 第17回WPKA空手チャンピオンシップ | 2002年10月14日 |
| ○    | ハセガワ・シンイチ（漢字表記不明） | 3R終了 判定                | 第17回WPKA空手チャンピオンシップ | 2002年10月14日 |
| ○    | トーマス・シムス                   | 3R終了 判定                | 第16回WPKA空手チャンピオンシップ | 2002年3月31日  |
| ○    | トーマス・シムス                   | 3R KO（パンチ）            | 第14回WPKA空手チャンピオンシップ | 2000年3月26日  |
| ○    | ロマン・モナスティルスキー         | 3R終了 判定                | 第14回WPKA空手チャンピオンシップ | 2000年3月26日  |